# Colomera
Colomera er en by og kommune i det sydøstlige Spanien i provinsen Granada. Den har et indbyggertal på 1.278 (2024) indbyggere.